# Ordem do Santíssimo Redentor
A Ordem do Santíssimo Redentor (Latim: Ordo Sanctissimi Redemptoris), (sigla O.SS.R.) é uma ordem religiosa católica de clausura monástica e de orientação puramente contemplativa. Fundada em 1731 pela Beata Maria Celeste Crostarosa a ordem religiosa foi aprovada pelo Papa Bento XIV a 8 de Junho de 1750.
As Monjas desta ordem religiosa é dado o nome de Redentoristina ou simplesmente Monja Redentorista. A fundadora é uma visionária a qual teve visões pela fundação tanto da Ordem contemplativa quanto da Congregação do Santíssimo Redentor, a qual partilha do mesmo carisma com um diferencial levar a "Copiosa redenção" (c.f. Sl 129, 7) aos mais pobres, isto é, são missionários, padres e irmãos, da copiosa redenção.
Atualmente, no Brasil existem dois mosteiros da ordem: um na cidade de Itu (com sete monjas) e outro na cidade de São Fidélis (com 5 monjas, estas última esforçadas em viver a regra original).